# Michael Zwack
Michael Zwack (1949 – 5. května 2017) byl americký výtvarník.
Narodil se v Buffalu a studoval architekturu na Buffalo State College; později studoval také u Roberta Longa a Cindy Shermanové. V roce 1974 založil ve svém rodném městě galerii Hallwalls, kterou spravuje stejnojmenná nezisková organizace. Později se přestěhoval do New Yorku, kde vystavoval například v Metro Pictures Gallery. Později vystavoval například v salcburské Galerii Thaddaeus Ropac. Jeho dílo bylo rovněž zahrnuto do výstavy The Pictures Generation, která proběhla v roce 2009 v Metropolitním muzeu umění. Zemřel na karcinom plic ve věku 67 let.